# Haut-Mbomou
Haut-Mbomou (deutsch Ober-Mbomou) ist eine Präfektur der Zentralafrikanischen Republik mit der Hauptstadt Obo. Die Größe der Präfektur beträgt 56.350 km². Mit Stand 2022 wurden 52.314 Einwohner gemeldet.
Haut-Mbomou ist unterteilt in 4 Subpräfekturen (jeweils mit ihrer Hauptstadt in Klammern):
- Obo (Obo)
- Bambouti (Bambouti)
- Djema (Djema)
- Zémio (Zémio)

## Geografie
Die Präfektur liegt im Osten des Landes und grenzt im Nordwesten an die Präfektur Haute-Kotto, im Osten an den Südsudan, im Süden an die Demokratische Republik Kongo und im Südwesten an die Präfektur Mbomou.